# Moriquendi
 (novembre 2023).
Si vous disposez d'ouvrages ou d'articles de référence ou si vous connaissez des sites web de qualité traitant du thème abordé ici, merci de compléter l'article en donnant les références utiles à sa vérifiabilité et en les liant à la section « Notes et références ».
Dans l'univers fantastique de J. R. R. Tolkien, les Moriquendi sont les Elfes qui ne se rendirent jamais en Valinor. Ce terme regroupe donc les Avari, qui refusèrent de quitter la Terre du Milieu, ainsi que tous les Teleri qui, pour une raison ou une autre, ne terminèrent pas leur voyage (Nandor, Sindar).